# Giuseppe Giacomini
Giuseppe Giacomini (Veggiano, 7 settembre 1940 – Voltago Agordino, 28 luglio 2021) è stato un tenore italiano.

## Biografia
Debuttò a Vercelli con Madama Butterfly nel 1966 frequentando teatri di tradizione, per poi apparire a Parma in Manon Lescaut nel 1969 e, dall'anno successivo, iniziare anche ad esibirsi all'estero, in particolare a Berlino (Manon Lescaut) nel 1970, Lisbona (Il tabarro) nel 71, Barcellona (Tosca) nel 72, Vienna nel 73.
Nel 1974 fece l'importante debutto alla Scala con La bohème, cui seguiranno regolari presenze nel teatro milanese negli anni ottanta e novanta, così come negli altri maggiori teatri italiani: San Carlo di Napoli, Regio di Torino, Teatro dell'Opera di Roma ecc..
Il 1976 fu l'anno del debutto al Metropolitan Opera e al Palais Garnier di Parigi, in entrambi i casi con La forza del destino, e il 1980 quello dell'esordio alla Royal Opera House di Londra con La fanciulla del west. Apparve in seguito, tra le altre, a Mosca, Il Cairo, Seul (in occasione dell'apertura dei Giochi Olimpici).
Nel 1981 a Roma partecipò alla ripresa di Fausta di Donizetti, nel 1990 a Livorno alla prima assoluta de La lupa di Tutino e nel 1993 a Francoforte alla ripresa de I Medici di Leoncavallo.
Dal 2000 diradò l'attività, apparendo sporadicamente in concerti e in alcune esibizioni operistiche fino al 2010.
Essenzialmente tenore drammatico, dotato di voce di grande volume unito a notevole estensione, è stato insignito del titolo di Kammersänger all'Opera di Stato di Vienna, del "Viotti d'oro" e del "Premio Giovanni Zenatello".

## Repertorio
| Ruolo                 | Titolo                | Autore      |
| --------------------- | --------------------- | ----------- |
| Pollione              | Norma                 | Bellini     |
| Don José              | Carmen                | Bizet       |
| Maurizio di Sassonia  | Adriana Lecouvreur    | Cilea       |
| Crispo                | Fausta                | Donizetti   |
| Edgardo di Ravenswood | Lucia di Lammermoor   | Donizetti   |
| Andrea Chénier        | Andrea Chénier        | Giordano    |
| Faust                 | Faust                 | Gounod      |
| Canio                 | Pagliacci             | Leoncavallo |
| Giuliano de' Medici   | I Medici              | Leoncavallo |
| Turiddu               | Cavalleria rusticana  | Mascagni    |
| Raoul                 | Gli ugonotti          | Meyerbeer   |
| Enzo Adorno           | La Gioconda           | Ponchielli  |
| Des Grieux            | Manon Lescaut         | Puccini     |
| Rodolfo               | La bohème             | Puccini     |
| Mario Cavaradossi     | Tosca                 | Puccini     |
| F. B. Pinkerton       | Madama Butterfly      | Puccini     |
| Dick Johnson          | La fanciulla del West | Puccini     |
| Luigi                 | Il tabarro            | Puccini     |
| Calaf                 | Turandot              | Puccini     |
| Arnoldo Melchtal      | Guglielmo Tell        | Rossini     |
| Sansone               | Sansone e Dalila      | Saint-Saëns |
| Ernani                | Ernani                | Verdi       |
| Macduff               | Macbeth               | Verdi       |
| Rodolfo               | Luisa Miller          | Verdi       |
| Manrico               | Il trovatore          | Verdi       |
| Don Alvaro            | La forza del destino  | Verdi       |
| Don Carlo             | Don Carlo             | Verdi       |
| Radamès               | Aida                  | Verdi       |
| Otello                | Otello                | Verdi       |

## Discografia
| Anno | Titolo               | Cast                                                   | Direttore        | Etichetta |
| ---- | -------------------- | ------------------------------------------------------ | ---------------- | --------- |
| 1979 | Norma                | Renata Scotto, Tatiana Troyanos, Paul Plishka          | James Levine     | CBS       |
| 1984 | Manon Lescaut        | Raina Kabaivanska, Nelson Portella, Giancarlo Luccardi | Angelo Campori   | RCA       |
| 1990 | Cavalleria rusticana | Jessye Norman, Dmitrij Hvorostovskij                   | Semyon Bychkov   | Philips   |
| 1991 | Il tabarro           | Juan Pons, Mirella Freni                               | Bruno Bartoletti | Decca     |

## Video
| Anno | Sede                        | Titolo               | Cast                                        | Direttore    | Etichetta |
| ---- | --------------------------- | -------------------- | ------------------------------------------- | ------------ | --------- |
| 1984 | New York Metropolitan Opera | La forza del destino | Leontyne Price, Leo Nucci, Bonaldo Giaiotti | James Levine | DG        |